# Тринідад (Болівія)
Тринідад, Кімсантін (ісп. La Santisima Trinidad,  — «найсвятіша трійця»; аймар. Kimsantin) — місто в Болівії, столиця департаменту Бені. Населення міста 86400 мешканців (перепис 2006 року). 
Місто було засноване в 1686 році братом Сіпріано Барасе за 14 км від сучасного місця розташування. Місто розташовувалось на річці Маморе, проте повені змусили мешканців перенести його далі.

## Клімат
Місто розташоване у зоні, котра характеризується мусонним кліматом. Найтепліший місяць — січень із середньою температурою 27.2 °C (81 °F). Найхолодніший місяць — червень, із середньою температурою 23.3 °С (74 °F).
| Клімат Тринідада        | Клімат Тринідада | Клімат Тринідада | Клімат Тринідада | Клімат Тринідада | Клімат Тринідада | Клімат Тринідада | Клімат Тринідада | Клімат Тринідада | Клімат Тринідада | Клімат Тринідада | Клімат Тринідада | Клімат Тринідада | Клімат Тринідада |
| Показник                | Січ.             | Лют.             | Бер.             | Квіт.            | Трав.            | Черв.            | Лип.             | Серп.            | Вер.             | Жовт.            | Лист.            | Груд.            | Рік              |
| Абсолютний максимум, °C | 37               | 37               | 37               | 40               | 42               | 39               | 38               | 40               | 37               | 40               | 38               | 37               | 42               |
| Середній максимум, °C   | 30               | 30               | 30               | 30               | 28               | 27               | 28               | 30               | 31               | 32               | 31               | 30               | 30               |
| Середня температура, °C | 27               | 27               | 27               | 26               | 25               | 23               | 23               | 24               | 25               | 27               | 26               | 27               | 25               |
| Середній мінімум, °C    | 23               | 23               | 23               | 22               | 20               | 17               | 17               | 18               | 19               | 21               | 22               | 22               | 21               |
| Абсолютний мінімум, °C  | 15               | 16               | 13               | 12               | 8                | 7                | 3                | 7                | 10               | 12               | 12               | 13               | 3                |
| Норма опадів, мм        | 310              | 260              | 220              | 130              | 100              | 50               | 40               | 40               | 90               | 130              | 190              | 270              | 1880             |
| ----------------------- | ---------------- | ---------------- | ---------------- | ---------------- | ---------------- | ---------------- | ---------------- | ---------------- | ---------------- | ---------------- | ---------------- | ---------------- | ---------------- |
| Джерело: Weatherbase    |                  |                  |                  |                  |                  |                  |                  |                  |                  |                  |                  |                  |                  |

## Відомі люди
- Жанін Аньєс — в.о. президента Болівії.